# 扎仁镇
扎仁镇（藏語：ཁྲ་རིང་），是中华人民共和国西藏自治区那曲市安多县下辖的一个乡镇级行政单位。

## 行政区划
扎仁镇下辖以下地区：
纳色社区、麦龙村、再松村、拉姆措村、果加村、措沟洛玛村、热塔村、尼玛龙村、擦高工玛村和欧赤村。